# Shake Ya Tailfeather
"Shake Ya Tailfeather" er en single af rapperene Nelly, P. Diddy og Murphy Lee og er udgivet i 2003 fra Bad Boys II-soundtracket. Det toppede Billboard Hot 100 singles chart, hvilket var Nelly tredje nummer et på hitlisten, P. Diddy 's fjerde, og Lee's første. Sangen blev også inkluderet på Lees debut album, Murphy's law.
Sangen vandt en Grammy Award for Best Rap Performance by a Duo or Group ved prisuddelingen i 2004.
Video indeholder optrædener af Esther Baxter og fremtidige juni 2004 Playboy Playmate Hiromi Oshima. Sangen byder på Florida State University "War Chant". Nelly rapper første vers og broen, P. Diddy rapper vers to og Murphy Lee rapper tredje vers. I omkvædet, skiftes P. Diddy og Nelly med at rappe i hver linje med War Chant melodi i baggrunden.